# Cá voi mũi chai phương bắc
Cá voi mũi chai phương bắc, tên khoa học Hyperoodon ampullatus, là một loài động vật có vú trong họ Ziphiidae, bộ Cetacea. Loài này được Forster mô tả năm 1770.

## Hình ảnh

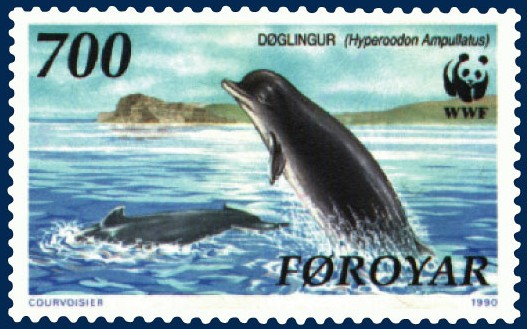
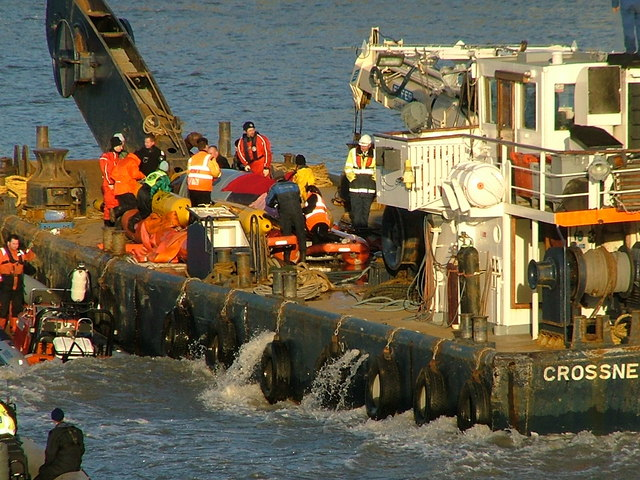
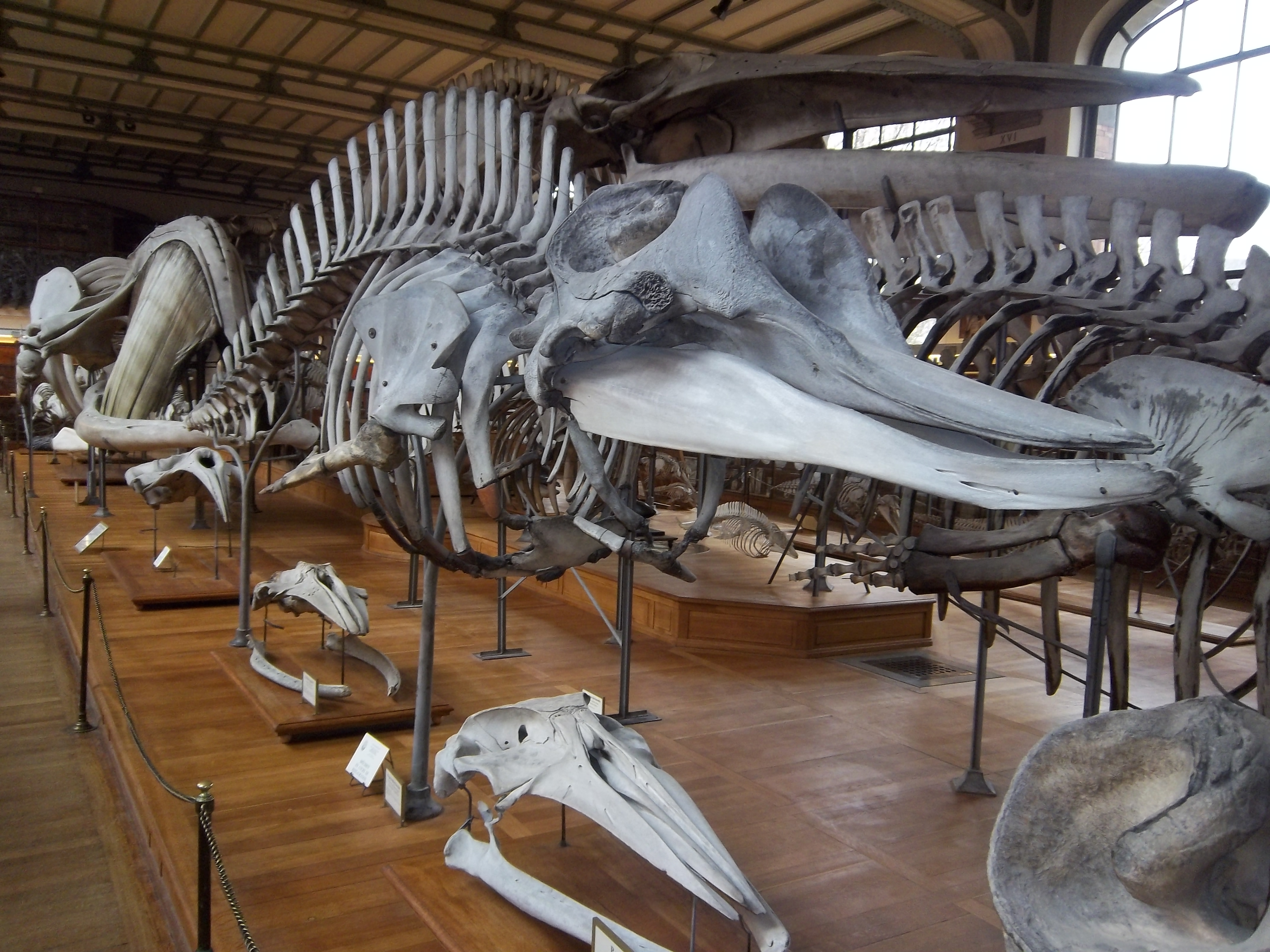
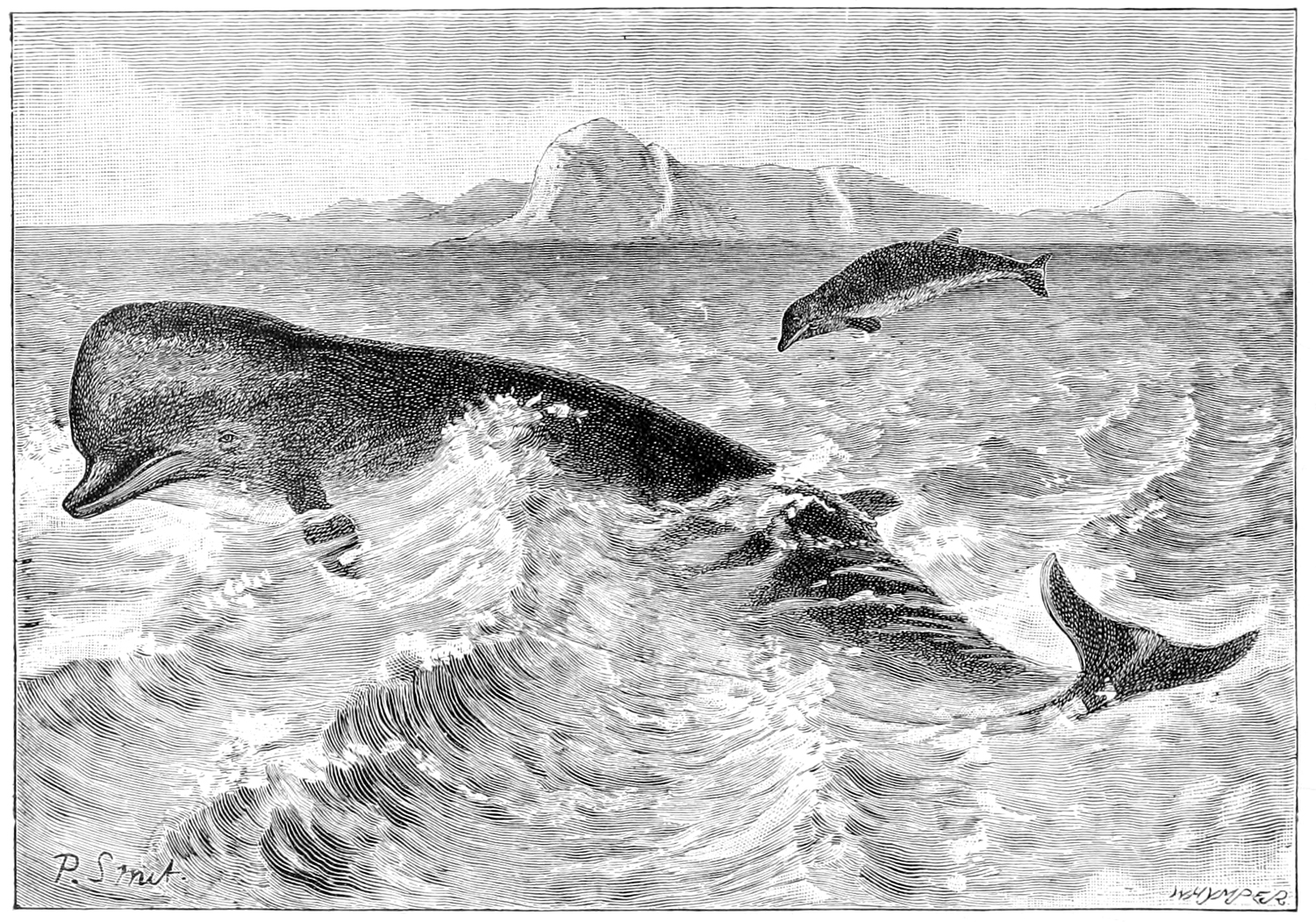